# Створчатоногие
Створчатоногие (лат. Valvifera) — подотряд морских ракообразных (Isopoda). Некоторые виды всеядны.

## Описание
Раки вытянутой формы. Хвостовая часть срастается с брюшной. Рулевые ножки преобразуются в створки, прикрывающие снизу брюшные ножки. Имеются две пары усиков, вешние из которых короткие, а нижние — длинные.

## Семейства
Источник
- Antarcturidae Poore, 2001
- Arcturidae Dana, 1849
- Arcturididae Poore, 2001
- Austrarcturellidae Poore & Bardsley, 1992
- Chaetiliidae Dana, 1849
- Holidoteidae Wägele, 1989
- Holognathidae G. Thomson, 1904
- Idoteidae Samouelle, 1819
- Pseudidotheidae Ohlin, 1901
- Rectarcturidae Poore, 2001
- Xenarcturidae Sheppard, 1957

## Фотогалерея

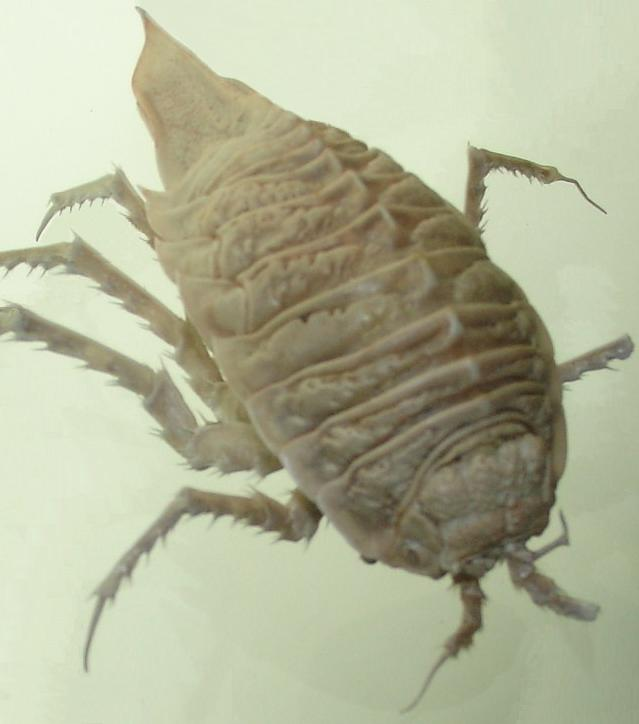
Glyptonotus antarcticus
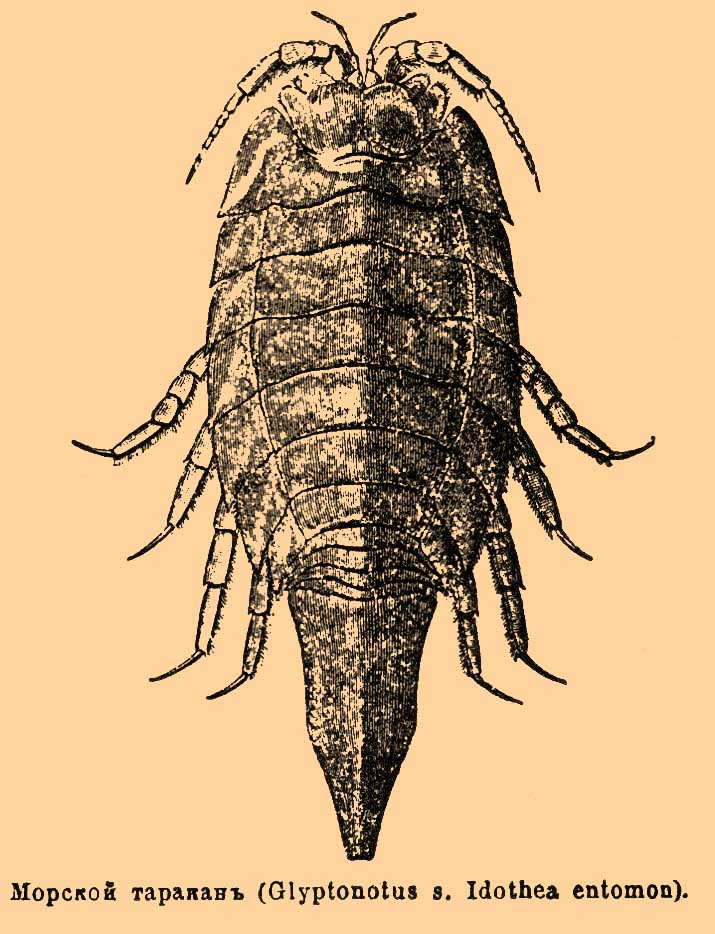
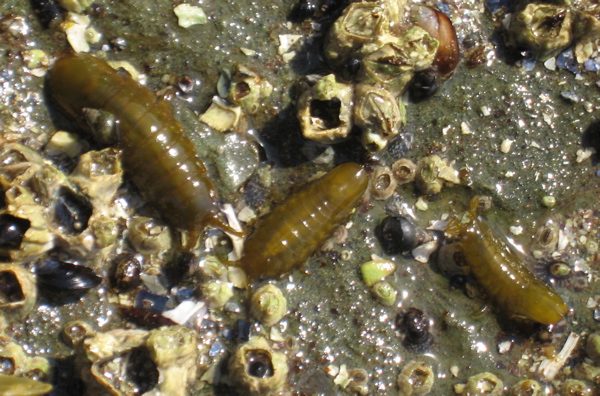
Idotea wosnesenskii
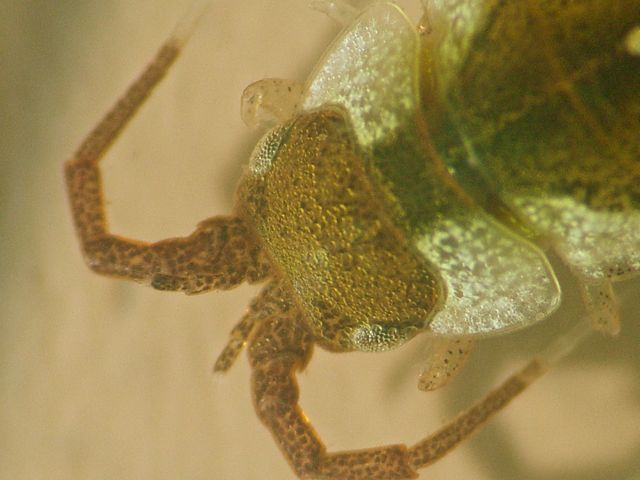
Idotea balthica